# Garb (Góry Kaczawskie)
Garb (niem. Rufferstein) – szczyt (404 m n.p.m.) na północno-zachodnim krańcu Grzbietu Wschodniego w Górach Kaczawskich. Leży na zakończeniu podrzędnego grzbieciku odchodzącego ku północy od Chmielarza, gdzie łączy się z innym grzbietem – Bukowinka – Marciniec – Rogacz – Dłużek – Chmielarz – Polanka – Trzciniec. 
Na północny zachód od Garbu położone są zabudowania Starej Kraśnicy a na południowy zachód Wojcieszowa Dolnego.
Zbudowany jest ze staropaleozoicznych skał metamorficznych pochodzenia osadowego – fyllitów, łupków albitowo-serycytowych, chlorytowo-serycytowych i kwarcowo-serycytowych, należących do metamorfiku kaczawskiego.
Pokryta jest łąkami i niewielkimi zagajnikami.